# Tarhonantus
Tarhonantus (lat. Tarchonanthus), rod mirisnih, vazdazelenih grmova i drveća iz porodice Compositae.
Pripada mu 6 vrsta, uglavnom u Južnoj Africi, te južnoj tropskoj Africi, i jedna (T. camphoratus), se iz Afrike širi na Arapski poluotok.

## Vrste
1. Tarchonanthus camphoratus L.
2. Tarchonanthus littoralis P.P.J.Herman
3. Tarchonanthus minor Less.
4. Tarchonanthus obovatus DC.
5. Tarchonanthus parvicapitulatus P.P.J.Herman
6. Tarchonanthus trilobus DC.